# Jeroen Willems
 (octobre 2018).
Pour les articles homonymes, voir Willems (homonymie).
Jeroen Willems, né le 15 novembre 1962 à Maastricht et mort le 3 décembre 2012 à Amsterdam, est un acteur et chanteur néerlandais.

## Filmographie
- 1999 : Zaanse nachten de Kees Hin[2]
- 2001 : The Moving True Story of a Woman Ahead of Her Time de Pieter Verhoeff : Pieter Jelles Troelstra[3]
- 2002 : Soul Assassin de Laurence Malkin[4]
- 2003 : Father's Affair de Maarten Treurniet : Robbert Hubeek[5]
- 2004 : Ocean's Twelve de Steven Soderbergh : Paul[6]
- 2005 : Live! de Willem van de Sande Bakhuyzen et Jean Van de Velde[7]
- 2007 : Tussenstand de Mijke de Jong : Joris[8]
- 2008 : Die Patin – Kein Weg zurück de Miguel Alexandre[9]
- 2008 : Summer Heat de Monique van de Ven[10]
- 2009 : Hilde de Kai Wessel : Anatole Litvak[11]
- 2009 : Force d'attraction (Schwerkraft ;  Gravity) de Maximilian Erlenwein (de)[12]
- 2009 : Stricken de Reinout Oerlemans : Frenk[13]
- 2010 : Implied Harmonies de Hal Hartley[14]
- 2010 : Songs of Love and Hate de Katalin Gödrös[15]
- 2010 : Majesty de Peter de Baan
- 2011 : Lena de Christophe Van Rompaey : Tom[16]
- 2013 : Tula: The Revolt de Jeroen Leinders : Van Uytrecht[17]
- 2013 : De Wederopstanding van een Klootzak de Guido van Driel : James Joyce[18]
- 2013 : It's All So Quiet de Nanouk Leopold : Helmer[19]

## Discographie

### Album studio
- 2006 : Jeroen Willems zingt Jacques Brel (sorti le 16 mars 2006)[20]